# Мелле (станция)

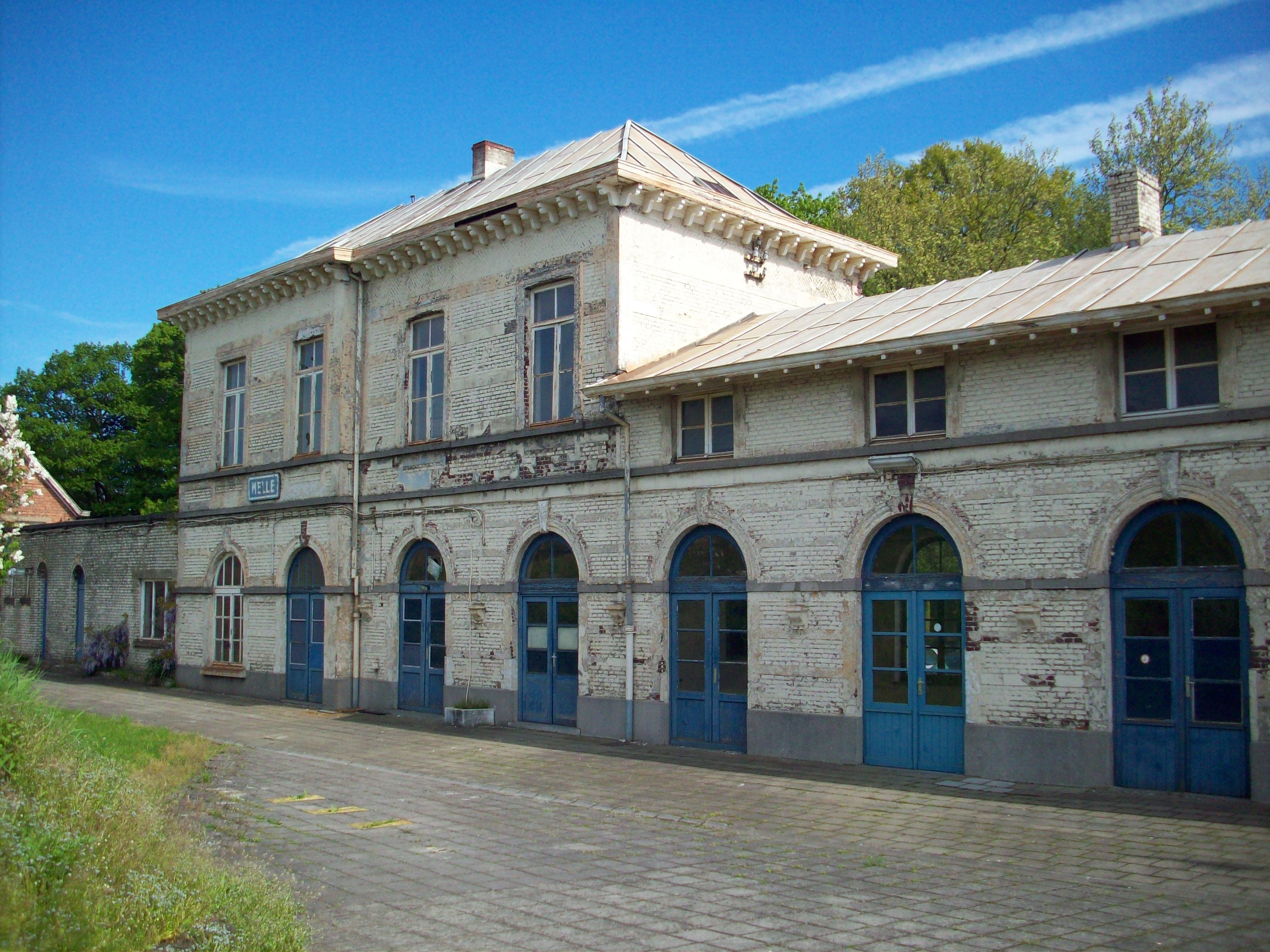
Станция Мелле

Мелле (нидерл. Melle) — железнодорожная станция на линии 50 бельгийских железных дорог (Брюссель — Алст — Гент). Открыта 22 сентября 1837 года в составе железной дороги Мехелен — Дендермонде — Гент. Расположена в коммуне Мелле (предместье Гента). На станции имеется два боковых перрона.
До сих пор сохранилось вокзальное здание построенное в 1835 году (начало строительства, здание было сдано к открытию железной дороги в 1837 году). Вокзал Мелле — самый старый использующийся по прямому назначению вокзал Бельгии и всего мира. Самое старое вокзальное здание в мире (1830 года постройки) находится в Великобритании, но оно утратило свою функцию ещё в 1840-х годах. В связи с тем, что за прошедшие 170 лет высота железнодорожной насыпи была значительно увеличена, перроны сейчас располагаются примерно на уровне крыши вокзала.
В 2002 в рамках программы модернизации планировался снос здания вокзала Мелле, но 9 июня 2004 года вокзал Мелле получил статус памятника истории.